# Петровдански сабор (1941)
Петровдански сабор је била скупштина одржана 12. јула 1941. у сали Зетског дома на Цетињу од стране присталица Независне Црне Горе под окупацијом италијанске фашистичке власти. Сабор је прогласио поништење одлука Подгоричке скупштине и прогласио обнову Краљевине Црне Горе, али његове одлуке никад нису спроведене због Тринаестојулског устанка који је избио сутрадан.

## Позадина
Дио Црногорске федералистичке странке је 17. априла 1941. формирао Привремени управни одбор, који је касније прерастао у Централни национални комитет за ослобођење и успостављање независне Црне Горе. Команда италијанских окупационих снага и Централни комитет су образовали тринаесточлани Привремени административни црногорски комитет од 13 чланова, који је и формално преузео власт од бана Зетске бановине Блажа Ђукановића.
Сепаратисти су долазак италијанског окупатора и рушење Краљевине Југославије оцјењивали као ослобођење поробљеног црногорског народа од српског угњетавања. Долазак на Цетиње италијанског краља Виторија Емануела, ожењеног Јеленом, кћерком посљедњег црногорског краља Николе, средином јуна 1941. сепаратисти су користили за приказивање Италијана као ослободилаца и пријатеља Црне Горе.
Генерал Уго Кавалеро, командант италијанске војске у Албанији чије су трупе запосјеле Црну Гору, наредио је крајем априла 1941. 
стварање Цивилног комесаријата за Црну Гору, као органа врховне власти. Високи цивилни комесар је био врховна власт у Црној Гори. Управни апарат старе власти и цио југославенски жандармеријски пук који се налазио на територије Црне Горе су се ставили у службу окупационих власти.
Почетком маја 1941. Италијани су распустили Привремени административни црногорски комитет, па је умјесто њега је цивилни комесар Серафино Мацолини именовао Савјетодавно вијеће Црногораца (Консулту). Почасни предсједник Вијећа постао је Михаило Ивановић, а предсједник Јово Поповић, бивши црногорски министар у Лондону. Задатак Вијећа је било припрема за проглашење Краљевине Црне Горе. Савјетодавно вијеће је предложило да престо Црне Горе понуди Михаилу Петровићу Његошу, али је он то одбио.
Међу водећим личност на Петровданском сабору био је Секула Дрљевић.

## Учесници Сабора
Усвојено је да број делегата буде 65 (према некадашњем црногорском уставу).
Предсједник Сабора је био Михаило Ивановић.

## Исход
Одлуке Петровданског сабора нису могле бити спроведене у дјело јер је већ сутрадан 13. јула 1941. у Црној Гори је, у организацији КПЈ, букнуо општенародни устанак против италијанске окупације.
Дио присталица Црногорске странке, окупљени око Крста Поповића, 1942. су основали колаборационистичку Црногорску народну војску.
Црногорски партизани су 1943. оформили Црногорску антифашистичку скупштину народног ослобођења, дефинисану као врховни орган државне власти и државног суверенитета Црне Горе. ЦАСНО је била сагласна да Црна Гора, као равноправна федерална јединица, постане дио нове федеративне Југославије, а Црногорци њен равноправни, конститутивни народ.